# Drybrough Cup 1980
Der Drybrough Cup wurde 1980 zum 6. und letzten Mal ausgespielt. Der schottische Fußball-Pokalwettbewerb, der vom Schottischen Fußballverband geleitet wurde, begann am 26. Juli 1980 und endete mit dem Finale am 2. August 1980 im Hampden Park von Glasgow. Am Wettbewerb nahmen die jeweils vier bestplatzierten Teams aus der ersten und zweiten schottischen Liga der Saison 1979/80 teil. Der Wettbewerb fand im K.-o.-Modus statt und bestand aus der 1. Runde, dem Halbfinale und dem Finale. Im Endspiel standen der FC Aberdeen, der bereits den Titel im Jahr 1971 geholt hatte, und der FC St. Mirren. Die Dons gewannen das Finale mit 2:1.

## 1. Runde
Ausgetragen wurden die Begegnungen am 26. Juli 1980.
|                 | Ergebnis |                  |
| --------------- | -------- | ---------------- |
| FC St. Mirren   | 2:1      | FC Falkirk       |
| FC Aberdeen     | 4:0      | Airdrieonians FC |
| Greenock Morton | 4:2      | Albion Rovers    |
| Celtic Glasgow  | 0:1      | Ayr United       |

## Halbfinale
Ausgetragen wurden die Begegnungen am 30. Juli 1980. 
|                 | Ergebnis  |             |
| --------------- | --------- | ----------- |
| FC St. Mirren   | 2:1       | Ayr United  |
| Greenock Morton | 2:4 n. V. | FC Aberdeen |

## Finale
| FC Aberdeen                              | FC Aberdeen | FC St. Mirren | FC St. Mirren |
| ---------------------------------------- | --- | --- | ------------- |
| FC Aberdeen                              | \| Finale \| \| 2. August 1980 in Glasgow (Hampden Park) \| \| Ergebnis: 2:1 (2:0) \| \| Zuschauer: 6.994 \| \| Schiedsrichter: I. Foote \| \| Spielbericht \|                                                               | \| Finale \| \| 2. August 1980 in Glasgow (Hampden Park) \| \| Ergebnis: 2:1 (2:0) \| \| Zuschauer: 6.994 \| \| Schiedsrichter: I. Foote \| \| Spielbericht \|                                                               | FC St. Mirren |
| FC Aberdeen                              | Jim Leighton – Stuart Kennedy, Alex McLeish, Willie Miller, John McMaster – Andy Watson, Gordon Strachan, Dougie Bell (??. John Hewitt), Ian Scanlon (??. Steve Cowan) – Mark McGhee, Drew Jarvie Cheftrainer: Alex Ferguson | Billy Thomson – Alex Beckett, Mark Fulton, Jackie Copland, John McCormack – Billy Abercromby, Lex Richardson, Billy Stark, Alan Logan, Peter Weir – Doug Somner (??. Frank McDougall), Alex Beckett, Cheftrainer: Jim Clunie | FC St. Mirren |
| FC Aberdeen                              | 1:1 Drew Jarvie (74.) 2:1 Steve Cowan (83.) | 0:1 Doug Somner (68.) | FC St. Mirren |
| Finale                                   | | |               |
| 2. August 1980 in Glasgow (Hampden Park) | | |               |
| Ergebnis: 2:1 (2:0)                      | | |               |
| Zuschauer: 6.994                         | | |               |
| Schiedsrichter: I. Foote                 | | |               |
| Spielbericht                             | | |               |